# St. Cyrill und Method (Prag)

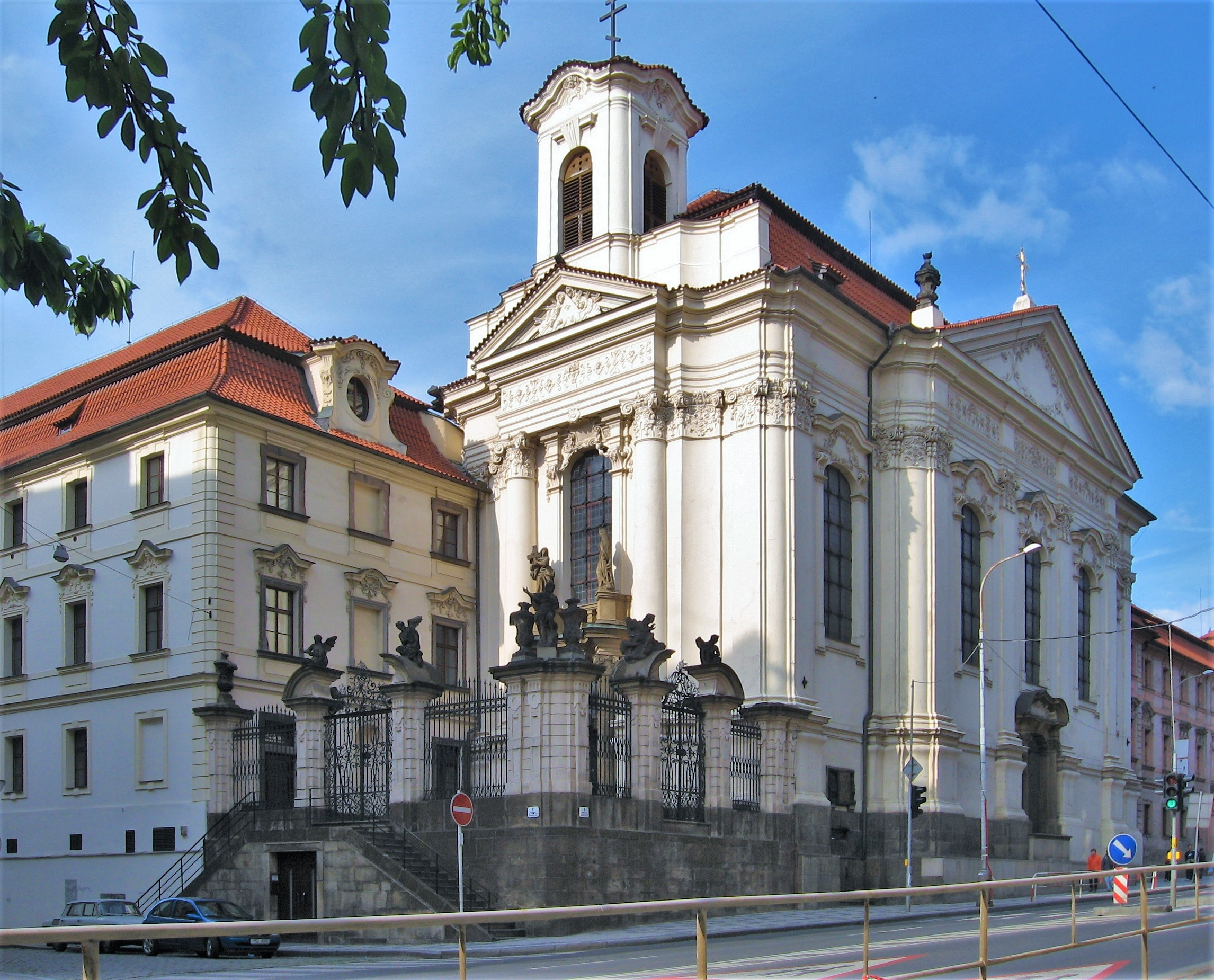
Kirche St. Cyrill und Method

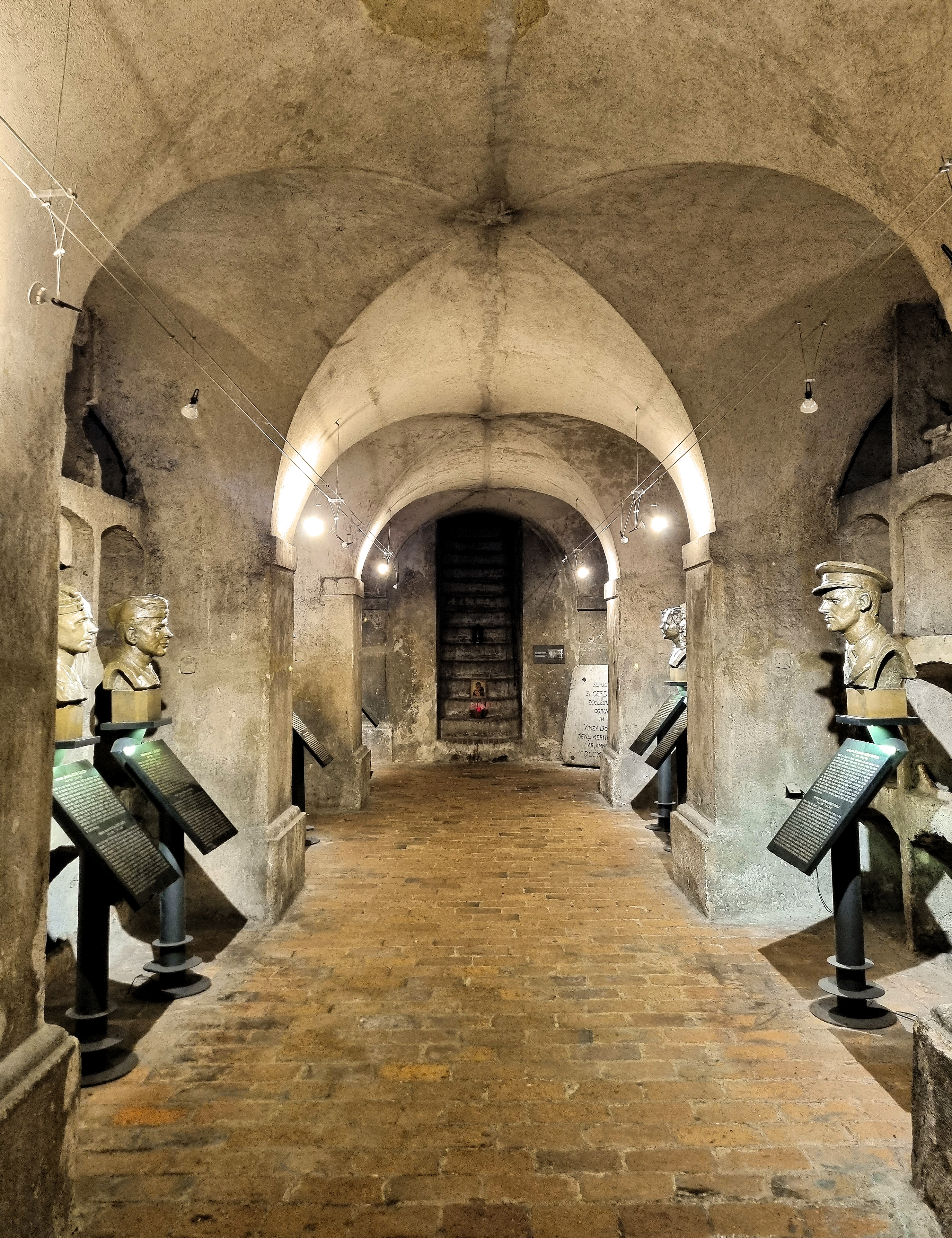
Die Krypta und Gedenkstätte

Die Kirche St. Cyrill und Method (Kostel sv. Cyrila a Metoděje), ehemals St. Karl Borromäus, ist die Hauptkirche der Eparchie Prag der Orthodoxen Kirche der Tschechischen Länder und der Slowakei in der tschechischen Hauptstadt Prag und ein Symbolort des tschechoslowakischen Widerstandes gegen die NS-Herrschaft. Die Kirche befindet sich in der Prager Neustadt im früheren Stadtteil Zderaz in der Nähe des Karlsplatzes.

## Baugeschichte
Sie wurde 1730–1736 nach Plänen von Kilian Ignaz Dientzenhofer gebaut. Im Gegensatz zu anderen Prager Barockkirchen wirkt ihr Baustil monumental und zeigt nicht deren zum Teil glanzvolle Ausgestaltung. Bis 1935 hieß sie St. Karl Borromäus und ist besonders in der Fachliteratur auch heute noch unter diesem Namen bekannt.

## Ort des Widerstands gegen den Nationalsozialismus

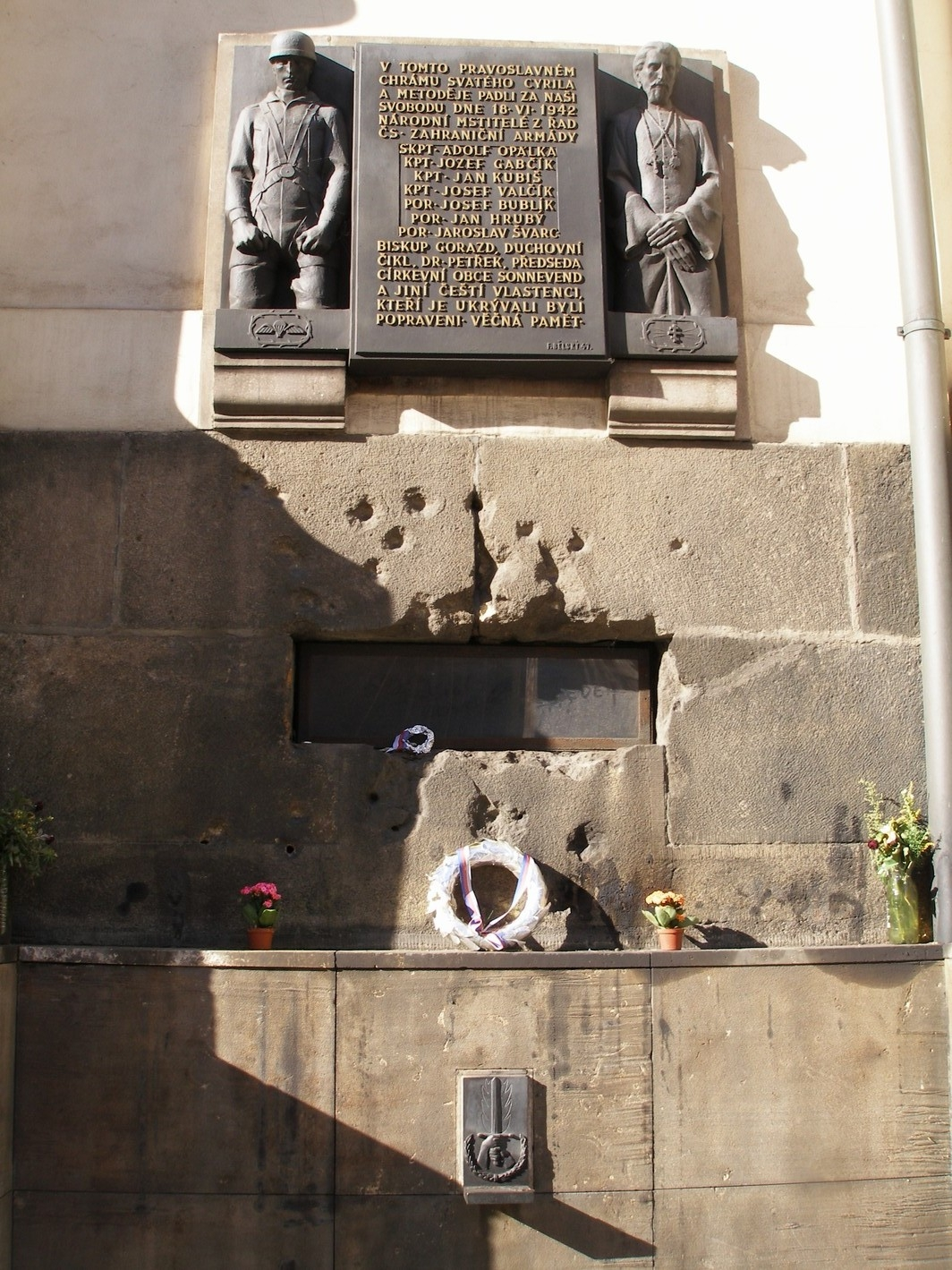
Das Denkmal für die 1942 in der Kirche getöteten Attentäter zeigt Einschusslöcher von deutschen Maschinengewehren.

Die Kirche ist heute ein Symbolort des tschechischen Widerstands gegen den Nationalsozialismus. In der Kirche verbargen sich die Widerstandskämpfer, die am 27. Mai 1942 das Attentat auf den Stellvertreter des Reichsprotektor im Protektorat Böhmen und Mähren Reinhard Heydrich, verübt hatten. Am 17. Juni 1942 waren die Attentäter nach zahlreichen Verhören verraten worden. Am nachfolgenden Tage wurde die Kirche auf Befehl des Generalmajors der Polizei und Kommandeurs der Waffen-SS Karl von Treuenfeld von SS-Einheiten in der Stärke von rund 700 Mann großflächig abgeriegelt. Wenig später begann ein SS-Kommando das Gotteshaus zu stürmen.
Als Reaktion auf das Attentat hatten die Geheime Staatspolizei und die SS bereits am 10. Juni das Dorf Lidice vollständig zerstört. Alle männlichen Bewohner wurden erschossen und die Frauen und Kinder in Konzentrationslager deportiert. Verantwortlich für diese Aktion war ebenfalls Karl von Treuenfeld. Auch der ranghöchste orthodoxe Geistliche in Prag, Bischof Gorazd, wurde verhaftet. Zusammen mit drei Mitarbeitern wurde er am 3. September 1942 in einem Schauprozess zum Tode verurteilt und einen Tag später erschossen.
In der Krypta der Kirche befindet sich heute eine Gedenkstätte zur Erinnerung an diese Ereignisse.
Am 26. August 2021 besuchte Frank-Walter Steinmeier als erster deutscher Bundespräsident das Nationale Ehrenmal für die Helden der Heydrichiade. In der Prager Resslova-Straße ehrte er die tschechoslowakischen Fallschirmjäger, die nach der Ermordung des amtierenden Reichsprotektors Reinhard Heydrich im Kampf gegen die Nazis gefallen waren.

## Ruhestandshaus
Südlich der Karl-Borromäus-Kirche hatte Kilian Ignaz Dientzenhofer zusammen mit Paul Ignaz Bayer 1730–1736 ein Altersheim für römisch-katholische Priester errichtet. Dieses Ruhestandshaus, das Haus Nr. 9, wurde 1783 im Zuge der Josephinischen Reformen aufgehoben und beherbergte seit der Teilung der Karls-Universität Prag 1882 in eine deutsch- und eine tschechischsprachige Universität die Tschechische Technische Universität Prag, bis diese einen Neubau am Karlsplatz in Prag bezog.